# Pont de Bechyně
Le pont de Bechyně, appelé à l'origine pont du Jubilé,, est l'unique pont en arc en béton armé élevé sur la rivière Lužnice à l'est de Bechyně. Ouvrage construit sur la route 122 (Týn nad Vltavou–Bechyně–Opařany), il est utilisé pour le trafic routier et ferroviaire (chemin de fer électrique de Tábor–Bechyně).
La ligne de chemin de fer est située à l'extrémité est de la route (à l'amont du pont). Pour le transit, le tracé du train est coupé à droite par la route, le passage est protégé par un dispositif de signalisation sans barrière et constitué d'un simple panneau lumineux. Dans le sens inverse, la route n'est pas coupée par le passage du train.
En 2014 , le pont est protégé comme monument culturel.

## Histoire

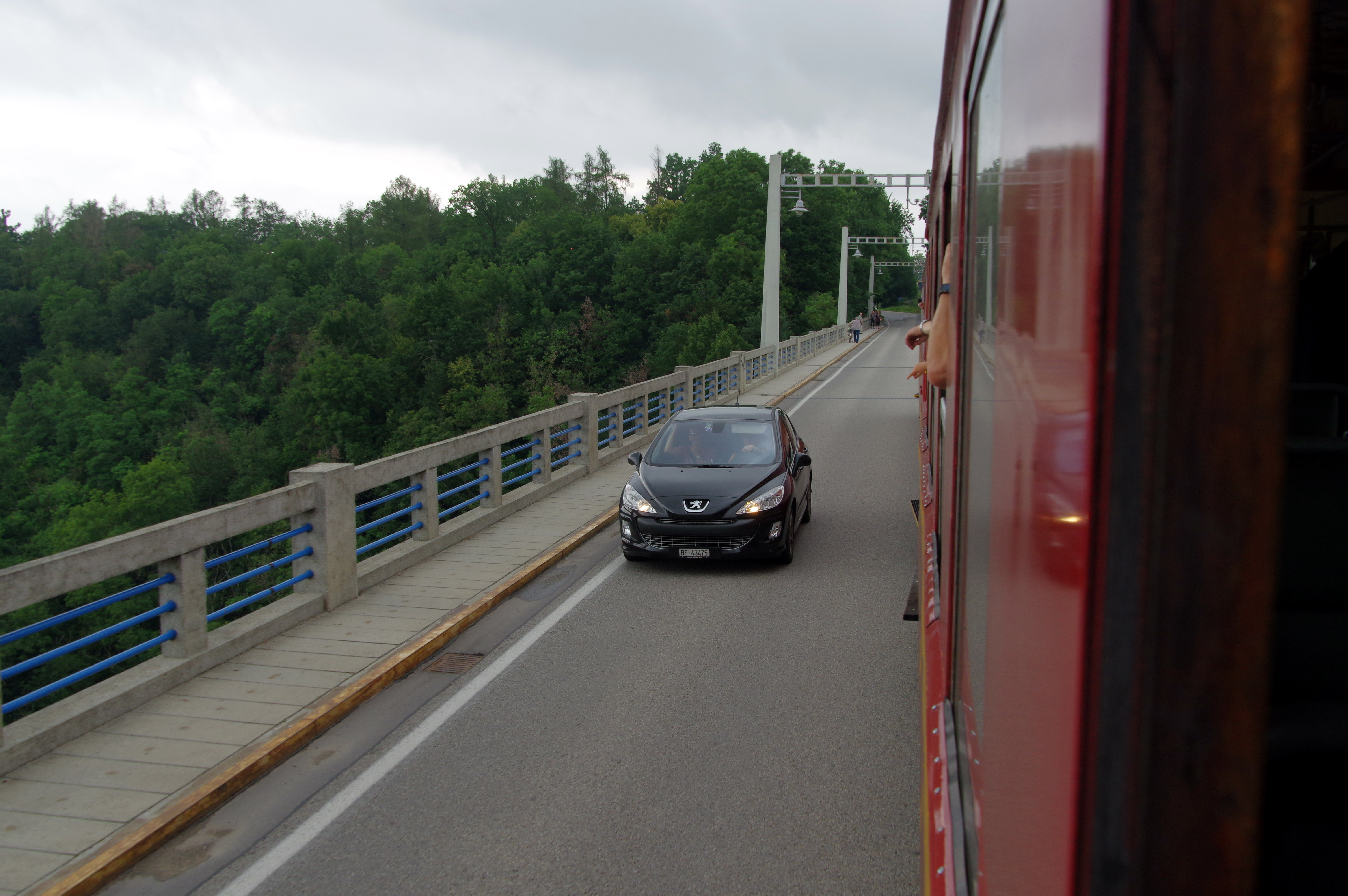
Voiture vue du train sur le pont

Dans les années 1902-1903, conçue par l'ingénieur František Křižík, la première ligne électrifiée de chemin de fer sur le territoire de ce qu'était alors l'Empire austro-hongrois est construite entre Tabor et Bechyně. La gare terminus de Bechyně se trouve alors avant la ville, sur la rive gauche de la Lužnice. Très vite, en moins de 20 ans, le besoin urgent d'une interconnexion entre les deux rives de la rivière est devenu indispensable, d'où la construction de ce nouveau pont ferroviaire et routier.
Les travaux commencent en mai 1926 et s'achèvent à l'été 1928. Pour le béton on utilise le sable de la Lužnice et le gravier d'une carrière voisine. La construction emploie plus de quatre cents ouvriers et au cours des travaux aucun accident grave n'est à déplorer.
À cette occasion une nouvelle gare terminus est construite, plus proche du centre-ville.
Le pont a été inauguré le 28 octobre 1918, à l'occasion du 10e anniversaire de l'indépendance de la Tchécoslovaquie.
L'arche du pont élevée au-dessus de la vallée profonde de la Lužnice lui vaut le nom d'« arc-en-ciel de Bechyně ».

## Caractéristiques techniques
La structure du pont est en béton armé, sa hauteur depuis la surface de l'eau est au moins de 60 mètres, sa longueur totale de 190,50 m et sa largeur de 8,9 m. L'arche principale a une envergure de 90 m, le dièdre de 38 m. La hauteur des piliers est de 28 mètres.

## Référence
1. ↑  (cs) Kordovský Adolf (1926–1958), prozatímní inventární seznam, archiválie z let 1926–1958, archiv Národního technického muzea, NAD č. 709, evidenční pomůcka č. 181, Šťovíček Jan, Praha 1997
2. ↑  (cs) Pohlednice „Lázně Bechyně, Jubilejní most“, nákl. J. Smíšek, kolon. obchod., Bechyně / FOTO-FON, vydáno 1930, Bechyně, Muzeum cenných papírů
3. ↑  (cs) Nařízení vlády č. 106/2014 Sb., o prohlášení některých kulturních památek za národní kulturní památky
4. ↑  (cs) http://www.infocesko.cz/Czechia/content/clanek.aspx?clanekid=5890&lid=1 techn. data mostu]